# Scelolyperus megalurus
Scelolyperus megalurus är en skalbaggsart som beskrevs av Wilcox 1965. Scelolyperus megalurus ingår i släktet Scelolyperus och familjen bladbaggar. Inga underarter finns listade i Catalogue of Life.